# George Kuchar

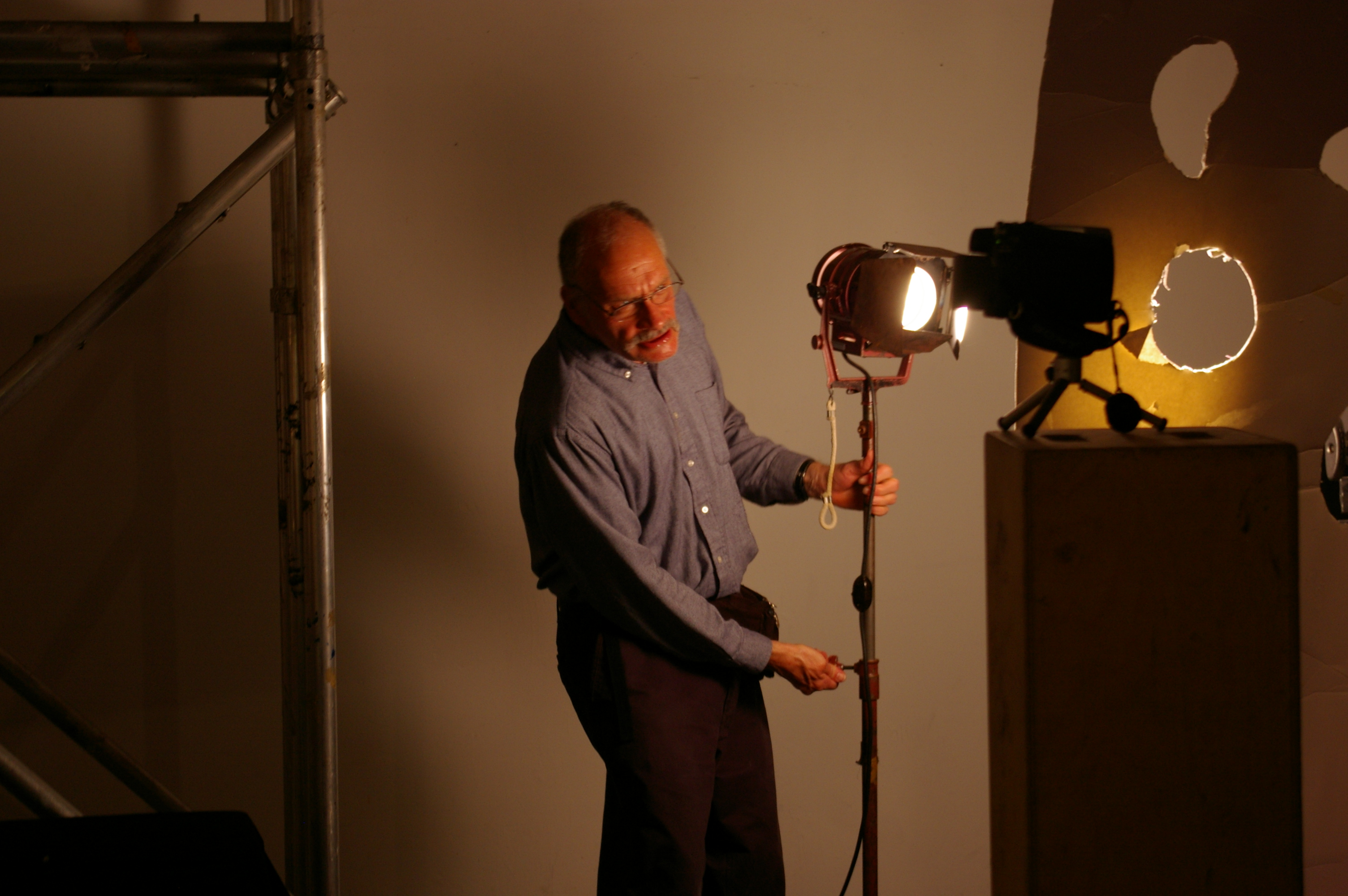
George Kuchar vid en filminspelning 2008.

George Kuchar, född 31 augusti 1942 i New York i New York, död 6 september 2011 i San Francisco i Kalifornien, var en amerikansk filmregissör.
Kuchar började att göra filmer tillsammans med sin tvillingbror Mike. Han fortsatte sen på egen hand i San Francisco där han jobbat som lärare i film på ett konstinstitut. Kuchar gjorde över 200 filmer. Endast en av hans filmer, Hold Me While I'm Naked från 1966, fick svensk premiär.